# Biblioteca civica Berio
La Biblioteca civica Berio è la principale biblioteca civica di Genova. Fu fondata dall'abate Carlo Giuseppe Vespasiano Berio nella seconda metà del Settecento.

## Storia
Aperta al pubblico nel 1775 in via del Campo, venne poi trasferita nel Palazzo Imperiale di piazza Campetto.
Alla morte del fondatore nel novembre del 1794, la biblioteca passò al cugino Vincenzo Berio, che viveva con lui già da molti anni e, successivamente, a Francesco Maria Berio, Marchese di Salza Irpina, che risiedeva a Napoli, anch'egli uomo di grande cultura e proprietario di una libreria notevole. Data l'impossibilità di gestire la biblioteca del suo lontano parente, allo scopo di onorarne la volontà di lasciarla aperta per la cittadinanza, la donò al Re di Sardegna Vittorio Emanuele I, il quale nel 1817 a sua volta ne fece dono alla città di Genova.
Il comune ne entrò definitivamente in possesso nel 1824 e da allora la biblioteca si è arricchita di manoscritti e pregevoli opere a stampa.
Nel 1831 la biblioteca venne trasferita al piano nobile dell'appena costruito Palazzo dell'Accademia ligustica di belle arti, in piazza De Ferrari, dove rimase ininterrottamente fino al 1998, quando fu spostata nel restaurato palazzo del seminario.
Negli anni il patrimonio librario andò incrementando progressivamente, dai 15.000 iniziali fino ai 120.000 volumi del 1920, ma con i bombardamenti aerei della seconda guerra mondiale, il 15 novembre 1942, andarono distrutti 65.000 volumi, in particolare la raccolta dei libri su Genova e la Liguria, ricostituita nel dopoguerra.
Accanto alle tradizionali attività di conservazione e di pubblica lettura sono svolte anche attività didattiche, esposizioni a tema, seminari e conferenze.

### Palazzo del seminario
Il palazzo in cui ha sede la biblioteca si trova in via Porta d'Archi, nel quartiere di Carignano, a poca distanza dalla centralissima piazza Dante. Fu costruito nel XVII secolo per volere dell'arcivescovo Stefano Durazzo e con il contributo di numerosi cittadini per ospitare il seminario arcivescovile.
L'edificio, realizzato in uno stile volutamente sobrio, su progetto di Gerolamo Gandolfo affiancato da Pier Antonio Corradi e Antonio Torriglia, fu inaugurato nel 1657. Venne ampliato in due riprese nel corso dell'Ottocento. Negli anni trenta del Novecento tutta l'area circostante subì una radicale trasformazione, con la cancellazione del  quartiere di Ponticello e l'apertura di via Dante, piazza Dante e della galleria Cristoforo Colombo proprio al di sotto del giardino del palazzo, ma i lavori di attuazione del piano urbanistico non coinvolsero direttamente l'edificio che subì invece gravi danni durante la seconda guerra mondiale quando l'ala ottocentesca di levante venne distrutta dai bombardamenti aerei.
Nel 1970 il seminario venne trasferito in una nuova struttura sull'altura del Righi. L'edificio, rimasto in stato di abbandono fino alla metà degli anni ottanta, venne individuato dal comune di Genova come sede per la biblioteca civica, che vi si insediò nel 1998 dopo un lungo restauro condotto tra il 1985 e il 1992 su progetto dell'architetto Piero Gambacciani.

## Descrizione
La biblioteca è strutturata in tre ali:
- l'ala secentesca, con Cappella e Sottocappella, sede di conferenze, seminari e manifestazioni;
- l'ala ottocentesca, dove si trovano i servizi bibliotecari e la Sala lignea, adibita a conferenze e mostre;
- l'ala moderna, articolata su tre piani di magazzini librari interrati, tre piani occupati dalla sezione moderna ed altrettanti da quella di Conservazione.

## Patrimonio
Oltre al fondo moderno comprendente saggistica, narrativa e materiale multimediale, sono presenti i seguenti fondi antichi e speciali:
- Fondo Berio, circa 6.000 volumi provenienti dalla donazione originaria Berio, costituita da opere che vanno dal XV al XVIII secolo.
- Fondo Canevari, circa 2.000 volumi di medicina, filosofia e scienze del medico genovese Demetrio Canevari (1559-1625).
- Fondo Brignole Sale, costituito da volumi manoscritti e a stampa (dal XV al XIX secolo) appartenuti alla famiglia patrizia Brignole Sale di Genova, donato dalla Duchessa Galliera al comune di Genova nel 1874 e depositato alla Biblioteca Berio nel 1983.
- Fondo Torre, raccolta di rarità bibliografiche del  XV e XVI secolo, donate nel 1900 da Giuseppe Torre, raffinato collezionista di libri antichi.
- Raccolta Dantesca, proveniente dal bibliofilo scozzese Evan Mackenzie che comprende numerose edizioni delle opere di Dante Alighieri dal XV al XIX secolo e molte edizioni del XX secolo cui si affiancano saggi di critica dantesca.
- Raccolta Colombiana, circa 2.000 volumi ed opuscoli su Cristoforo Colombo e la scoperta dell'America dal XVI secolo in poi. Comprende molti volumi pubblicati nel Centro e Sud America donati da Paolo Emilio Taviani nel 2000.

Tra i manoscritti antichi conservati dalla Berio si segnalano il Libro d'Ore Durazzo, noto anche come Offiziolo Durazzo (segnatura m.r. Cf. Arm. 1) e gli Antifonari di Final Pia, con miniature del Riccio (1532).

## Galleria d'immagini

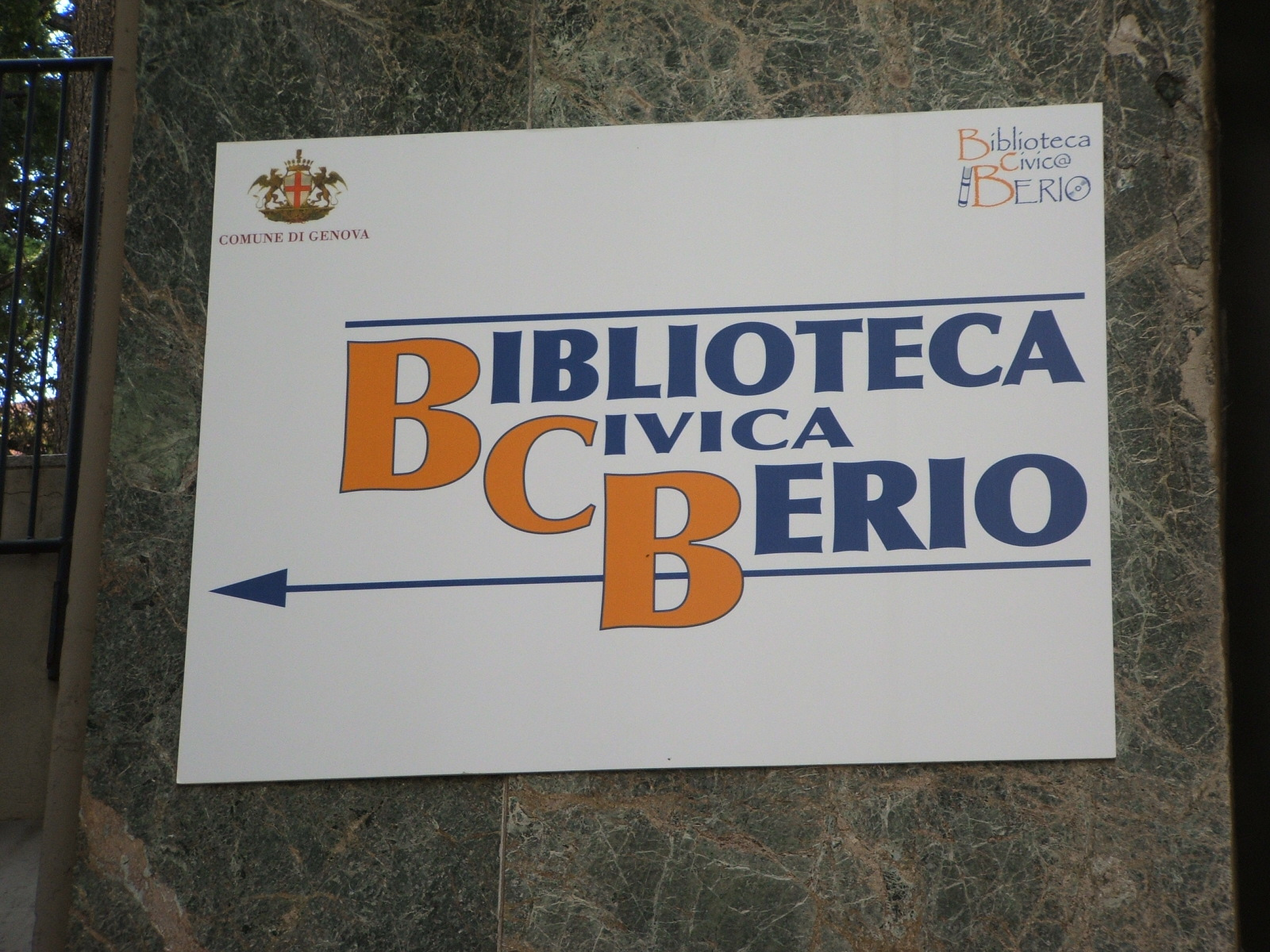
La Biblioteca Berio
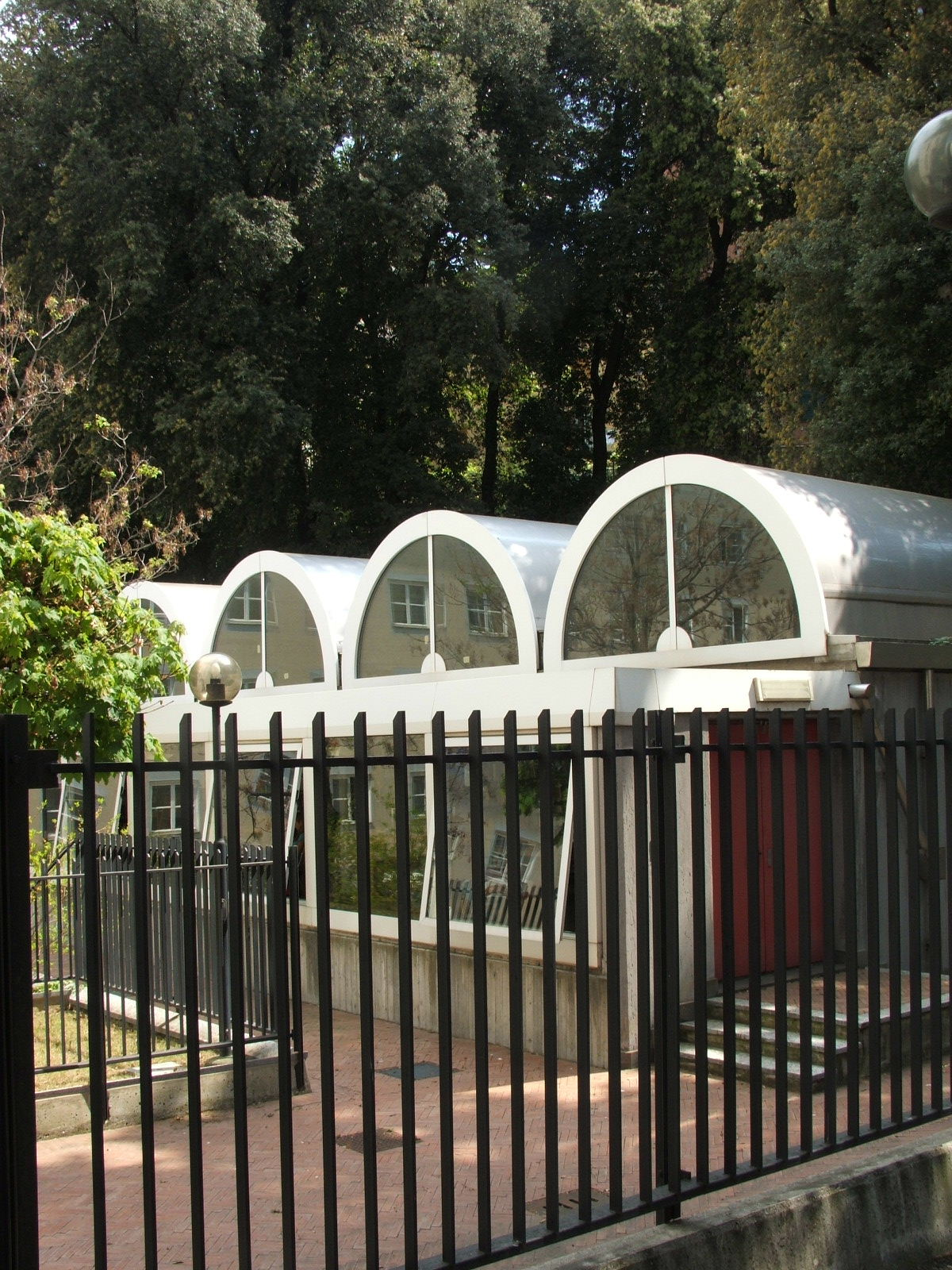
Galleria di accesso all'ala moderna